# Stara Wieś (Skrzynka)
Stara Wieś – część wsi Skrzynka w Polsce, położona w województwie małopolskim, w powiecie dąbrowskim, w gminie Szczucin.
W latach 1975–1998 Stara Wieś należała administracyjnie do województwa tarnowskiego.